# ジョン・マケイン
ジョン・シドニー・マケイン3世（英語: John Sidney McCain III、1936年8月29日 - 2018年8月25日）は、アメリカ合衆国の政治家。パナマ生まれである。連邦下院議員（1983年1月3日 - 1987年1月3日）・連邦上院議員（アリゾナ州選出、1987年1月3日 - 2018年8月25日）を務めた。2008年アメリカ合衆国大統領選挙での共和党の大統領候補であった。

## 概説
共和党の重鎮議員だが、党派にとらわれない議会活動で知られ、しばしば maverick（一匹狼）と形容される。共和党政権への厳しい批判も辞さないことから、一部の共和党支持者からの反発を浴びる一方、全体としての支持は根強い。そのため2004年アメリカ合衆国大統領選挙では、民主党の大統領候補であるジョン・フォーブズ・ケリーの副大統領候補となる可能性が盛んに報じられていた。宗教はバプティストで、尊敬する政治家は同国のセオドア・ルーズベルト元大統領である。
著名な海軍提督の祖父と父を持ち、自身もアメリカ合衆国海軍航空士官としてベトナム戦争に従軍。1967年にハノイ市上空を飛行中に撃墜され、5年間に渡ってハノイ市のホアロー捕虜収容所（別名：ハノイ・ヒルトン）で、ベトナム民主共和国の捕虜となった。最初の2年は北ベトナム兵から厳しい拷問を受けながらも、拷問に耐えたエピソードで英雄視されており、その人気から2008年のアメリカ大統領選挙では共和党の大統領候補として指名を受けた。息子はアメリカ合衆国海兵隊に所属し、イラク戦争に出征している。
2017年7月、脳の血腫除去手術を受け、その際の病理組織から悪性度の高い脳腫瘍の一つである膠芽腫と診断されたことを公表した。
2018年春の叙勲で旭日大綬章を受章。同年、祖父や父が名の由来であるイージス駆逐艦のジョン・S・マケインの艦名由来に、自らの名も由来として付け加えられた。
2018年に入ると、アメリカ合衆国議会に出席することなく、自宅で療養を続けてきたが、8月24日に家族が脳腫瘍に対する治療を中止したことを公表、翌25日に死去した。81歳没。

## 来歴・人物

### 生い立ち
1936年8月29日に当時アメリカ領であったパナマ運河地帯にあるココ・ソロ海軍航空基地で、スコットランド・アイルランド系でアイオワ州生まれの海軍大将ジョン・S・マケイン・ジュニアと、オクラホマ州生まれのロベルタ・マケインとの間に誕生した。父・祖父もアメリカ海軍大将である。祖父のジョン・S・マケイン・シニアは航空母艦戦略のパイオニア であり、第二次世界大戦における太平洋戦域の指揮をとり、アメリカ軍をレイテ沖海戦等に導いた人物である。その功績から米海軍イージス駆逐艦の艦名の一つにもその名が採られている。2018年にはマケイン三世自身も、このイージス艦の艦名の由来に付け加えられた。
出生地のパナマ運河地帯は、当時のアメリカ非編入領域（Unincorporated territory）であり、出生地主義によるアメリカ国籍取得はできない地域であった。この地での出生は軍命に従った父の赴任によるものであり、産院もアメリカ軍基地内にあったが、後年のアメリカ合衆国大統領選挙出馬に際して、アメリカ合衆国憲法上の大統領就任資格である「生まれによるアメリカ合衆国市民」に該当しないのではないかという疑義を招くこととなった。
10歳になるまで、父親の仕事の都合でコネチカット州ニューロンドン、ハワイ州パールハーバー、その他の太平洋の基地で育った。1941年のパールハーバーの攻撃以降、父親は長い間家族と離れることになった。当時は短気で乱暴な運転をする若者であった。
第二次世界大戦が終わった後も、父親はアメリカ海軍に残り、時々政治問題渉外担当官として働いていた。家族は北部ヴァージニアに落ち着き、1946年から1949年までアレクサンドリアの米国聖公会系の学校に通った。結局、青年時代に、父親の仕事の都合で20もの学校に通った。1951年にエピスコパル・ハイスクールに通いはじめ、レスリングで2つのレター表彰を受けた。当時のニックネーム "Punk" や "McNasty" から分かるように、激しく議論好きな気性で知られていた。

### 海軍士官として
祖父・父にならい、1954年にアメリカ海軍兵学校に入学する。
彼は反体制的な士官候補生で、目立たない存在であった。また、教授や指導部と喧嘩することもあり、毎年100以上の罰点を受けた。彼は階級が上の人々が独断的に権力を行使することに納得せず、他人にそういった事が行われているのを見て間に入ることも時々あった。5フィート7インチ で127ポンド(170センチメートルで58キログラム)と小柄であったがライト級のボクサーとして3年間戦い、技術面で欠けていたものの、恐れを知らず「後退ギアを持たない」ことで知られていた。マケインのIQは133で、学業の面では英文学・歴史・政治といった、自分が興味のある科目では良い評価を得た が、他の成績は良くなかった。しかし、特に学校外の活動については同級生たちの間ではリーダー的な存在であった。難しい時ではあったが、父親や家族に対して自分も同じ気質を持っていることを証明したいという気持ちは揺るがなかったと後に書いている。1958年に無事卒業。成績は899人中894番目で、最下位から数えて6番目であった。
卒業後の1958年6月4日に海軍少尉へ任官し、2年半の間フロリダ州とテキサス州で A-1  のパイロットとしての訓練を受けた。当時のマケインはシボレー・コルベットを運転し、ストリップダンサーとデートをし、後に本人が語るところによると「概して健康と若さを誤用した」時期を過ごした。彼にはマニュアルを勉強する忍耐力がなく、平均より下のパイロットであった。また、テキサスでの訓練中に墜落したこともあったが、大きな怪我をせずに脱出することができた。1960年に訓練を終え、1960年11月に第65攻撃飛行隊(VA-65)へと配属となり、航空母艦イントレピッドやエンタープライズに搭載され、カリブ海や地中海において、航海を行った。1962年のキューバ危機の時期にはエンタープライズ上で警戒任務に当たっていた。飛行技術は次第に向上していったが、スペイン上空を低く飛行しすぎ、送電線に激突するも無傷だったという出来事もあった。その後ミシシッピに戻り、飛行教官となる。

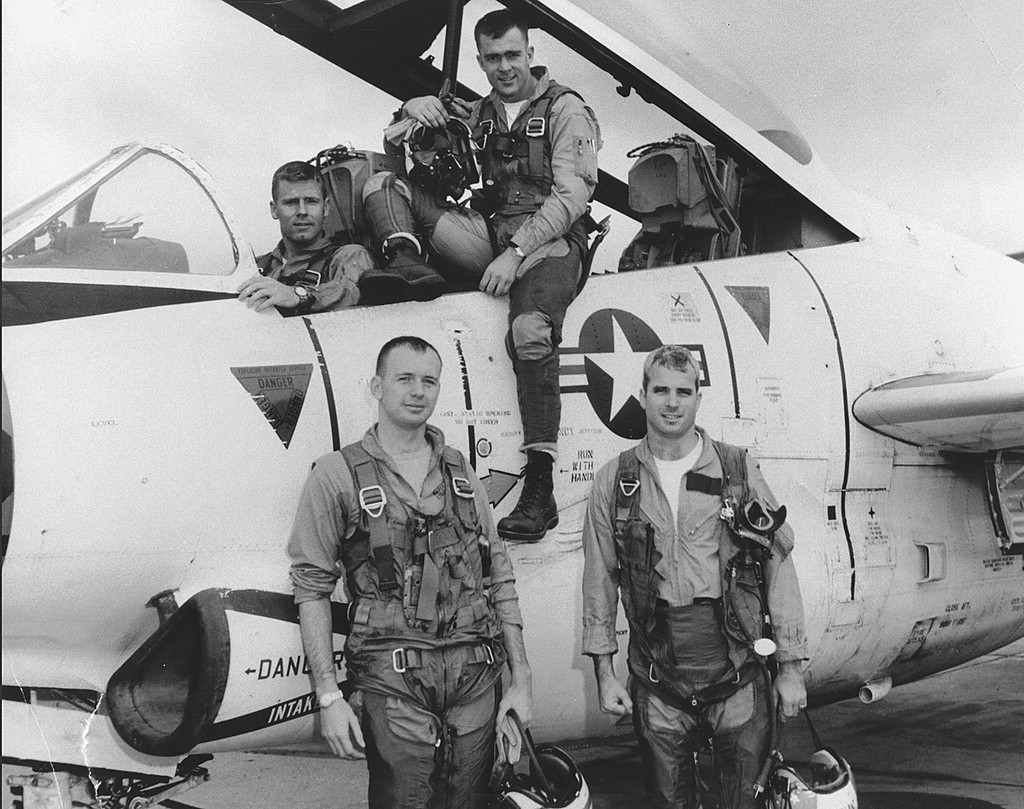
T-2練習機をバックに仲間らと共に1965年に撮影されたマケイン（手前右）

1964年からペンシルベニア州出身のモデルであったキャロル・シェプ (Carol Shepp) と交際をはじめる。彼女はマケインのクラスメイトと結婚していたが後に離婚し、二人は1965年7月3日に結婚した。いわゆる「略奪婚」である。マケインは当時5歳と3歳の彼女の連れ子二人 を養子にした。また、1966年9月には娘が生まれた。
1965年秋にはヴァージニア州ノーフォーク付近を飛行中に乗っていた飛行機がまたもや墜落し、無事に脱出するという出来事があった。
やがて自分の立場に不満を持つようになり、戦闘任務に志願した。1966年12月には第46攻撃飛行隊(VA-46)のA-4のパイロットとして、空母フォレスタルに乗り組み、太平洋や大西洋において訓練航海を行った。この間、マケインの父親は1958年に海軍少将に、1963年には海軍中将に、1967年5月には在ヨーロッパアメリカ海軍最高司令官（Commander-in-Chief, U.S. Naval Forces, Europe）にまでなっていた。

### ベトナム戦争
1967年春に空母フォレスタルはベトナム戦争でベトナム民主共和国への爆撃作戦であるローリング・サンダー作戦へと派遣される。この作戦では特に武器貯蔵庫、工場、橋梁などのあらかじめ選ばれた基幹施設をターゲットとするものであった。
ベトナム人民軍はソ連製の高射砲で応戦してきたため、この任務は危険なものであった。最初の5回の出撃では何事も起こらなかったが、次第にマケインはパイロットとして評価されるようになっていく。しかし彼を含むパイロット達は、国防総省からのマイクロマネジメントに不満を抱くようになっていた。
彼は後にこう書いている。

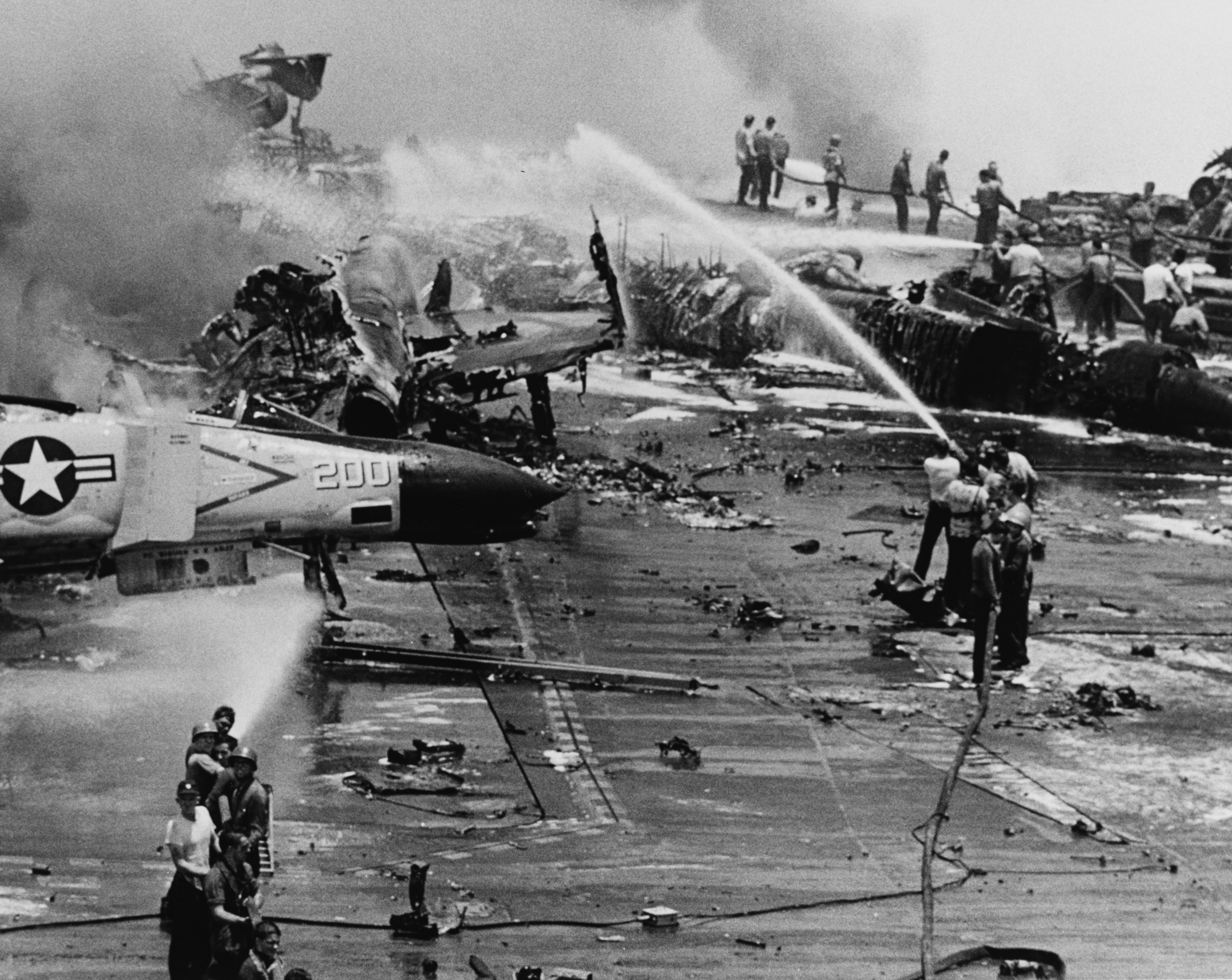
消火作業中の乗組員

その頃までに少佐となっており、1967年7月29日に起きた航空母艦上の火災事故で危うく死ぬところであった。その日、クルー達が離陸の準備をしていたところ、F-4から1発のズーニー・ロケット弾が誤って発射されてしまった。出発準備を整えていたA-4にロケット弾が直撃し、燃料タンクの破裂を引き起こした。
事が起こってから90秒後に、彼の機の下についていた爆弾が爆発したが、その前に間一髪で機から逃げ出すことが出来た。爆弾の金属片で足や胸に怪我を負ったが、この事故で132名が死亡、62名が負傷、少なくとも20機の航空機が破壊され、事態が沈静化するまでに24時間を要するという大惨事となった。
この事件の2日ほど後に、ニューヨーク・タイムズのレポーターにこう語っている。
しかし辞めることは考えず、
とも語った。
フォレスタルの修理に伴い、オリスカニーへ移る。1967年10月までには22回の爆撃任務を遂行していた。

#### 捕虜
1967年10月26日、ハノイ市の火力発電所の攻撃に参加した。搭乗したA-4はS-75によって撃ち落とされた。
その時両腕を骨折し、航空機から脱出の際に足にも怪我を負った。パラシュートで脱出したものの、チュックバック湖に落ち、あやうく溺れるところであった。意識を取り戻すと暴徒が集まっており、彼を叩いたり蹴ったり、服を引きちぎったりしていた。またライフルの台尻で肩を砕かれたり、銃剣で左足や腹部を突かれるなどした。
その後ハノイの捕虜収容所に搬送された。重傷を負っていたにも関わらず、ベトナム民主共和国側は彼を病院に連れて行かず、いずれにしろすぐに死ぬだろうと考えていた。ベトナム民主共和国側はマケインを殴打し尋問したが、彼は自分の名前、階級、認識番号、生年月日しか明かさなかった。
その後、ベトナム民主共和国側は、父親が海軍大将であることを知り、彼に医療処置を施し、マケイン捕縛を公表した。撃ち落とされて2日後、この出来事はニューヨークタイムズ紙のトップ記事となった。
6週間の間病院で最低限の治療を受け、またヴォー・グエン・ザップを始めとする多くのベトナム人の監視の下、CBSのリポーターからインタビューを受けた。多くのベトナム民主共和国の人々は、マケインは政治的・軍事的・経済的なエリートであると思っていた。
その時点で50ポンドも体重が減り、ギプス姿で髪の毛も白くなっていた。1967年にハノイの戦争捕虜キャンプに送られ、他の2人のアメリカ人捕虜（そのうちの一人は後に名誉勲章を受けるバド・デイであった）と共に監房に入れられた。二人はマケインが1週間持つとは思っていなかったが看病し、なんとか生き延びた。1968年3月には独房に監禁され、そこで2年間耐えた。
1968年7月、マケインの父親はアメリカ太平洋軍の司令長官となり、ベトナム戦域全てを指揮する立場となった。それに伴いすぐに釈放されるチャンスを与えられた。ベトナム民主共和国側はそれによって、自分たちの部隊は人道的であるというプロパガンダを世界に広めたいと考えていた。
しかし彼は、アメリカ軍の行動規範 "first in, first out" にしたがってこれを拒否し、自分より早く捕縛されているものが釈放されるなら、釈放を受け入れるとの態度を示した。マケインの釈放拒否は、パリ協定の話し合いの場で、アメリカ側の大使W・アヴェレル・ハリマンに伝えられた。
1968年8月、マケインに対する拷問が行われた。痛みを伴う姿勢で縛られたり、2時間ごとに殴打されるなどし、更に赤痢にもかかってしまい、辛さ故に自殺を図るも看守に止められた。
4日間の拷問の後、自分は "black criminal" で "air pirate" であると書かれた反アメリカプロパガンダの”告白”に署名させられた。しかし彼は形式ばった共産主義の専門用語を使ったり、英文法を無視して書くなどして、これは強制されたものであることが分かるように書いた。
彼は後にこう語っている。
この時に受けた傷が元で、彼の腕は肩より上に上がらなくなってしまった。ベトナム民主共和国側はもう1つの文書にも署名させようとしたが、マケインはこれを拒否し、その結果殴打が続くことになった。他のアメリカ兵にも同じような拷問が行われた。ある時、戦隊のメンバーの名前を言うように強要された時、グリーンベイ・パッカーズの選手の名前を告げた。

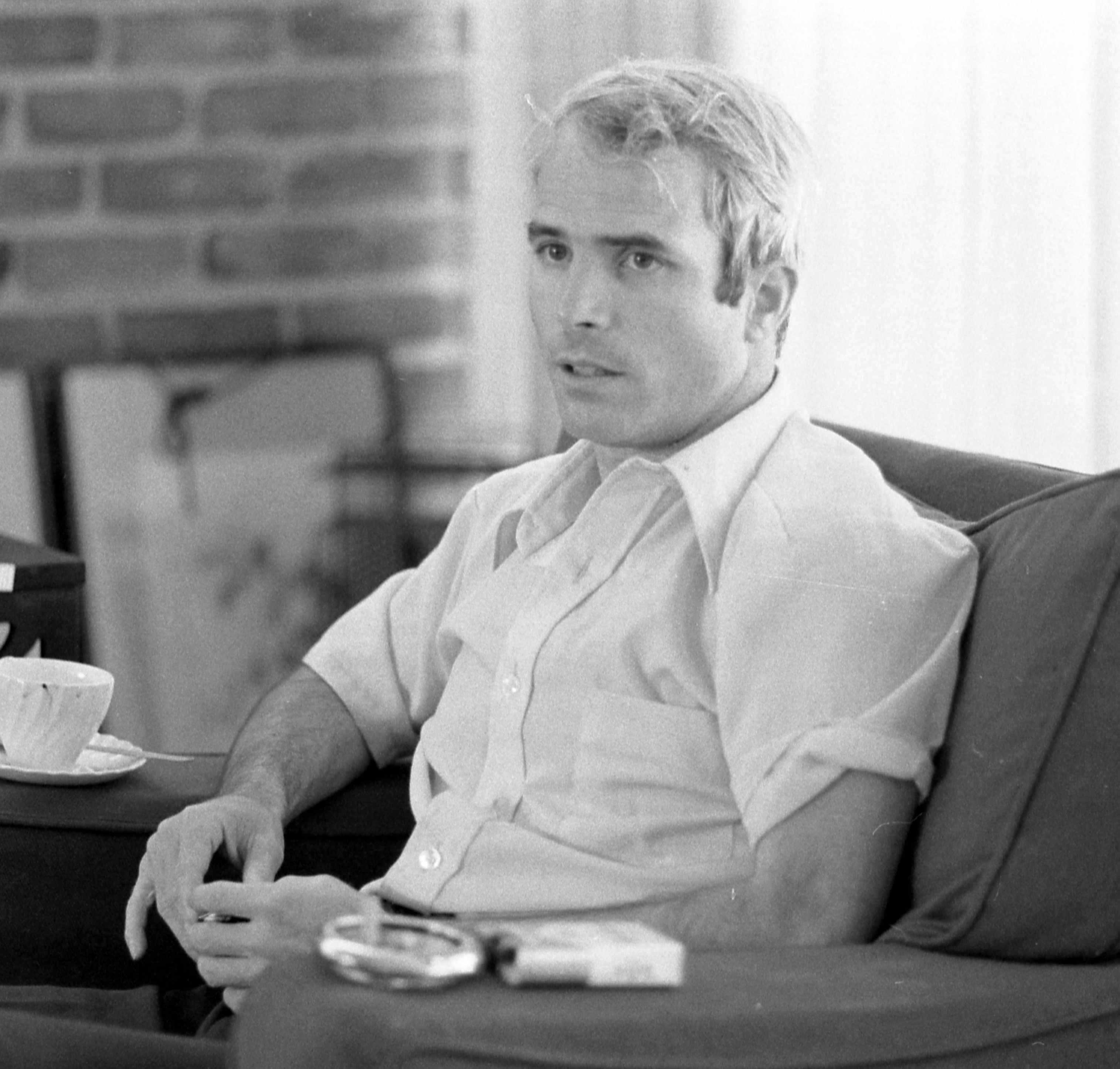
北ベトナムの捕虜生活から解放後の1974年に撮影されたジョン・マケイン（当時）

1969年10月、戦争捕虜に対する扱いが突然改善された。同年夏、殴打されるなどして弱っていた捕虜たちが釈放され、世界の報道機関が、これに対して声を上げ、北ベトナムを非難し始めたためであった。
1969年12月、Hoa Loa Prison に移送された。彼は引き続き反戦団体やベトナム民主共和国に同調するジャーナリスト達との面会を拒否し、面会者の一人に対して、自分のしたことに後悔は無く、同じ事をする機会があれば行うだろうと語った。捕虜達はあちこちのキャンプに移されたが、以前の扱いに比べると改善されたものであった。
結局、彼はベトナム民主共和国の捕虜として、5年半を過ごしたことになる。1973年1月27日にパリ協定が結ばれ、アメリカ軍のベトナム戦争への関与は終わったが、捕虜たちに対する救出作戦(Operation Homecoming)はその後も続いた。マケイン自身は1973年3月15日に釈放された。
一方、1969年12月、マケインが北ベトナムで捕虜となっている間、妻キャロルが交通事故に遭い、瀕死の重傷を負っていた。

### 政界へ
1973年3月15日に北ベトナムより解放されたものの、キャロルは重度の障害者となっていた。マケイン自身も解放後、数ヶ月の高度の理学療法を要した。治療後、同年、アメリカ国防大学に入学し、翌年の1974年に卒業した。1976年にフロリダにある練習艦隊の部隊指揮官となった。
この間に他の女性と関係を持ち、家庭環境は崩壊を始めていた。1979年4月に現夫人のシンディ・ヘンスリーと勤務地のハワイで出会ったマケインはシンディとの交際を深め、1980年2月に交通事故療養中のキャロルとの離婚を申し立てた。離婚にあたり、マケインは二軒の家の譲渡とキャロルの医療費の負担を条件に同年4月に離婚が成立した。翌月の5月17日、シンディと2度目の結婚をした。結婚式には前妻との子供達の出席はなかった。シンディはアンハイザー・ブッシュ社の独占販売権を持つHensley & Co.の創業者を父親に持つ大富豪の娘であった。
この結婚を期にマケインは1981年4月1日に海軍を大佐の階級で退役した。なお、父親は前月の3月22日に死去している。祖父や父親と同様に提督への昇進の可能性はあったものの、マケイン自身は次の転身を決めていた。海軍を退役後、シンディの実家の家業に従事するためアリゾナ州に転居した。
1982年に義父の支援でアリゾナ州選出の連邦下院議員選挙に共和党から立候補し当選した。その後、1984年の連邦下院議員選挙で連続当選を果たし、1986年11月にアリゾナ州選出の連邦上院に立候補し、当選した。この間、妻シンディとの間に1984年10月、最初の子である長女メガン、1986年5月に長男のジョン、1988年5月には次男のジェームスが誕生している。

## 2000年アメリカ合衆国大統領選挙
2000年アメリカ合衆国大統領選挙では、テキサス州のジョージ・W・ブッシュ州知事（後の大統領）と共和党の指名を争った。大きな基盤と資金・知名度を持つブッシュが圧倒的に優位と見られていたが、選挙運動を集中的に行っていたニューハンプシャー州の予備選挙でマケインが20ポイント近い大差で勝利し、ブッシュ陣営を驚かせた。この影響で党内の穏健派がマケイン支持にまわり、アリゾナ州やミシガン州でもマケインが勝利、マケイン旋風という言葉が生まれた。しかしジム・ギルモア州知事（当時）などが全面的にブッシュ支持で固まったことにより2月29日のバージニア州など3州での予備選で大差で敗北すると形勢は完全にブッシュペースに転ずる。また、ブッシュ陣営による中傷を含むネガティブ・キャンペーンにより、3月7日の「スーパーチューズデー」で、大票田であるカリフォルニア州やニューヨーク州を含む各州での敗北後、選挙戦からの撤退を表明。共和党候補を断念した。
同予備選ではヘンリー・キッシンジャー元国務長官やゲイリー・バウアー牧師などがマケインを支持していた。なお、選挙戦において、ベトナムに行く代わりに州軍に入ったブッシュが「彼は（ベトナムでの）長い捕虜生活で頭がおかしくなっている」と侮蔑し問題となったが、共和党員がより問題視したのは、サウスカロライナ州の予備選の際に、マケインがブッシュをクリントンと同一視するかのような発言に対してである。この間、ブッシュ陣営の「黒い肌の隠し子がいる（パキスタン系の養子がいることを捏造した）」、「妻は薬物中毒（傷病によるもの）」と彼に対するネガティブキャンペーンが続いた。
また、キリスト教右派の代表格であるパット・ロバートソンとジェリー・ファルウェルからの攻撃を受け、これに対してマケインは２人を労働者を従属させるために宗教を利用した「不寛容の斡旋人」「帝国の創始者」であるとして応酬した結果、キリスト教福音派からの支持を失った。

## 2008年アメリカ合衆国大統領選挙

### 指名獲得まで
早くから2008年アメリカ合衆国大統領選挙への出馬が確実視されていたが、2007年2月28日にCBSテレビのトーク番組にて出馬を明言し、4月には正式に出馬を表明した。
本命候補として満を持して選挙戦に臨んだが、ジョージ・W・ブッシュ大統領が行ったアメリカ軍の当初計画・2万人規模（最終的な規模は3万人に増大）のイラク増派を「戦争に負けるくらいなら、選挙に負けた方がまし」と公言し、自ら提言・全面的に支持したことから支持率が急落。増派後の2007年4月に側近議員ら数名とバグダードを訪問し、その際には護衛が100人以上つくなど物々しい警戒態勢で、イラクの治安状況の過酷さを反対に印象付ける。帰国後も「報道されない真実」と題するWP紙への意見広告を掲載してその大義を説いたが低迷は続き、また前述のような堅実的な側面が保守派からの支持を得るのに大きな足枷となった。逆風下では献金も集まらず、財政難から約150人いた陣営スタッフの50人以上を解雇するなど苦しい選挙戦を強いられ、夏頃には事実上の脱落の可能性も報じられる有様で一時は党内で5位、支持率が一桁に下落したこともあった。
しかしながら、共和党支持者の間ではイラク戦争の支持は常時6割の水準を保っており、前述のアメリカ軍増派は8月以降徐々に成果が現れ、アル・カーイダへの攻勢とバグダードなどでの治安改善、アメリカ軍兵士の死者数の激減が報じられると、支持も回復。11〜12月には選挙戦から撤退したサム・ブラウンバックや保守系・現無所属上院議員で元民主党副大統領候補のジョー・リーバーマンがマケイン支持を表明した。こうして、年明けの予備選・党員集会開始を前に、再び注目を集めていった。
緒戦のアイオワ州を捨て、必勝を期して臨んだ2008年1月8日のニューハンプシャー州予備選挙で劇的な勝利を収めて一躍本命に返り咲き、勝利宣言の際には、支持者から「McC is Back」の大歓声で迎えられた。余勢を駆って15日のミシガン州予備選挙に臨んだが、経済問題を中心においたミット・ロムニーに敗北。無党派の票では優ったが、共和党員とりわけ不法移民を良しとしない保守派の票では大きく水をあけられ、宗教右派が強いサウスカロライナ州や、党員のみの投票によるフロリダ州での選挙戦が懸念された。
しかし19日のサウスカロライナ州予備選挙で勝利。共和党では長年に渡り、同州での勝者が指名を勝ち取っており、勢いを大きく増した。24日にはニューヨーク・タイムズが、翌25日には俳優のシルベスター・スタローンが相次いで支持を表明。29日投票のフロリダ州予備選挙ではロムニーとの激戦の末に勝利を収めた。1924年以降同州で敗れながら本選挙に勝った共和党候補は無く、同州での勝利の意味は極めて大かった。
その後同予備選挙での惨敗を受けて撤退したルドルフ・ジュリアーニとアーノルド・シュワルツェネッガーらが支持を表明。2月5日の天王山スーパー・チューズデーではニューヨーク州、カリフォルニア州といった大票田を含む9州で勝利し、ロムニーが撤退を表明、指名獲得をほぼ確実にした。この後、前フロリダ州知事のジェブ・ブッシュと元大統領のジョージ・ブッシュが支持を表明する一方、「ニューヨーク・タイムズ」に2000年アメリカ合衆国大統領選挙の際の女性ロビイストとの愛人スキャンダルを報じられた。この件については記者会見で両者ともに一切の関係を否定。なお、同報道を行ったのが左派の「ニューヨーク・タイムズ」だったことから、これまでマケインを激しく批判していた人気DJのラッシュ・リンボーが全面擁護の論陣を張るなど思わぬ収穫ももたらした。3月4日の4州予備選ではいずれも勝利、代議員数において過半数を獲得し、ハッカビーの撤退とともに共和党指名獲得が事実上確定した。

### 本選挙へ
春以降激戦が続く民主党の候補者争いを尻目に、本選挙における重要州を巡る全国遊説を続けていたが、6月3日、民主党の指名候補がバラク・オバマに決定したのを受けて、本選挙に向けた対策を加速。全国党大会を翌週にひかえた8月29日には副大統領候補に、高い支持率を誇るアラスカ州のサラ・ペイリン州知事を選んだことを発表したが、事前の予想を覆す人選は大きな衝撃を与え、メディアの注目を一手に集めるとともに、賛否両論が噴出した。ペイリンを選んだ理由については、いろいろな憶測があるものの、一つにはペイリンが熱心なキリスト教福音派の信者であったことから、キリスト教右派の支持を獲得しようとしたためと見られている。
9月7日、USAトゥデイ（電子版）が公表したギャラップ社との共同世論調査によるとマケインの支持率が50%に上昇し、民主党のオバマ候補の支持率を4ポイント上回った。しかし、米CBSテレビとニューヨーク・タイムズ紙が10月14日に発表した世論調査によると、オバマの支持率が53%で、マケインの支持率が39%と14ポイントの差をつけられた。

### 選挙の敗北・その後の政治活動
2008年11月5日、一般投票の開票状況から民主党のオバマが当選確実であるとする速報をTV各社が流すと、マケインは支持者を前にオバマの勝利を祝福する旨宣言した。
この演説においてマケインは自らの支持者にオバマの新政権への協力を要請した。敗北宣言を行なった後、マケインがステージを去る際には、黒人副長と確執していた白人艦長が自らの非を認め和解してエンディングを迎える映画『クリムゾン・タイド』のメインテーマ（作曲：ハンス・ジマー）が会場内に流されていた。後日確定した結果は、選挙人獲得数173対365・得票率46パーセント対53パーセントの差であった。
同年11月25日、地元のアリゾナ州で記者会見を行い、2010年に予定される次期上院選挙で5選を目指す考えを明らかにし、安全保障政策の視察のためイラクとアフガニスタンを早期に訪問する意向も同時に示した。ただ、2010年8月の共和党予備選挙では、過去の遺産税廃止や不法移民政策への反発から、同党の元下院議員・ジョン・ヘイワースの猛追を受け苦戦。3月には関係悪化が囁かれていたサラ・ペイリンが応援に駆けつけた。同党予備選挙ではペイリンの他、かつての政敵であるミット・ロムニーを始め、スコット・ブラウン、ティム・ポーレンティー、地元アリゾナ州議員の多数がマケインを支持している。予備選挙では過去に例を見ない苦戦を強いられたが、かつては積極推進の立場にあった不法移民合法化政策を転換、アリゾナ州議会が同年4月に制定した「新移民法」についても理解を示し、終盤で支持を拡大した。
この時点でマケインの5選は確実となり、11月2日に行われた本選挙では59.1%の得票率で当選した。
2012年アメリカ合衆国大統領選挙の共和党予備選挙ではミット・ロムニーを支持した。なお、2008年アメリカ合衆国大統領選挙の共和党予備選挙では撤退後のロムニーから支持を得ていた。
2015年1月、アメリカ合衆国上院軍事委員会委員長に就任。
2016年アメリカ合衆国大統領選挙では、共和党予備選挙で首位を独走する実業家ドナルド・トランプの大統領としての資質に懸念を表明するミット・ロムニーの演説に同意した。
2016年8月、連邦上院議員選挙の共和党予備選挙で勝利し、本選でも勝利し、6選を果たす。

### 死去
2017年7月、脳腫瘍（膠芽腫）と診断され、アリゾナ州フェニックスの病院で手術を受けた。自宅静養していたがオバマケア見直し法案の審議に参加。7月28日に上院議会の採決で反対票を投じ、共和党の見直し法案は2票差で否決された。9月にはCBSテレビのインタビューを受け、自身の病状を「非常に重篤」だと述べている。
2018年8月24日には、脳腫瘍の治療を停止すると家族が発表。また対立するドナルド・トランプ大統領を、自らの葬儀には参列させないと述べた。翌8月25日に81歳で死去。
2018年8月30日に、地元のアリゾナ州で行われた追悼式典には、マケインが所属していた共和党だけではなく民主党も含めた、20人を超すアメリカ合衆国上院議員や、ジョー・バイデン前副大統領が集まった。その後9月1日にワシントンD.C.のワシントン大聖堂で行われた告別式には、ジョージ・W・ブッシュ、バラク・オバマ両元大統領も出席して弔辞を読み上げるなど、やはり党派を超えた人物が多数参列した。一方、生前からマケイン本人が参列を拒否していたトランプ大統領は出席しなかった。
また、大統領選挙の時にマケインの副大統領候補だったサラ・ペイリンも、恐らく遺族の意思によって葬儀に招かれなかった（マケインは生前、ペイリンを副大統領候補にしたことを後悔しているという回顧録を残している）。
2022年7月にはアメリカ合衆国で文民に贈られる最高位の勲章である大統領自由勲章を受章。

## 政策

### 内政
マケインのリベラル寄りとも言われる一匹狼的行動は、内政問題によく現れている。同性婚・人工妊娠中絶・銃規制などにおいて、概ね保守の基本線を維持しているものの、強硬に主張することは少なく、特に同性婚に関しては、2005年アリゾナ州憲法の禁止案において賛成しながらも積極的な運動を行わず、翌年のアメリカ合衆国憲法の修正条項には、州による選択の自由を主張して反対票を投じた。
妊娠中絶に関しても、近親相姦や強姦、母体に危険があるケースでは例外的に容認している。2005~6年にブッシュ政権による保守派の控訴・最高裁判事任命を巡って、アメリカ合衆国議会で両党が厳しく対立した折には、超党派で妥協案を探る議員グループ（14人のギャング）において主導的な役割を果たした。
2002年には、民主党のファインゴールド上院議員とともに、共和党の支持基盤である大企業の献金を制約する新法を成立させ、2005年には移民問題でも、違法入国者の永住権を認める法案を、民主党リベラル派のエドワード・ケネディ上院議員と共同で提案し（ジム・デミント、ジェフ・セッションズ各上院議員ら共和・民主両党保守派の猛反発で廃案）、2008年大統領選挙でも移民に寛容な立場を崩していない。
また、同選挙戦において、地球温暖化対策を重要政策として掲げている唯一の共和党候補でもある。経済問題では概して「小さな政府」路線の支持者だが、2001年、2002年にはブッシュ政権の減税に反対した（修正案の提出はしたものの、政府原案に反対票は投じていない）。こうした一連の政策や行動は、リベラル派からの好感を買う一方で、ネオコンからの厳しい反発を呼んでいる。

### 外交・安全保障

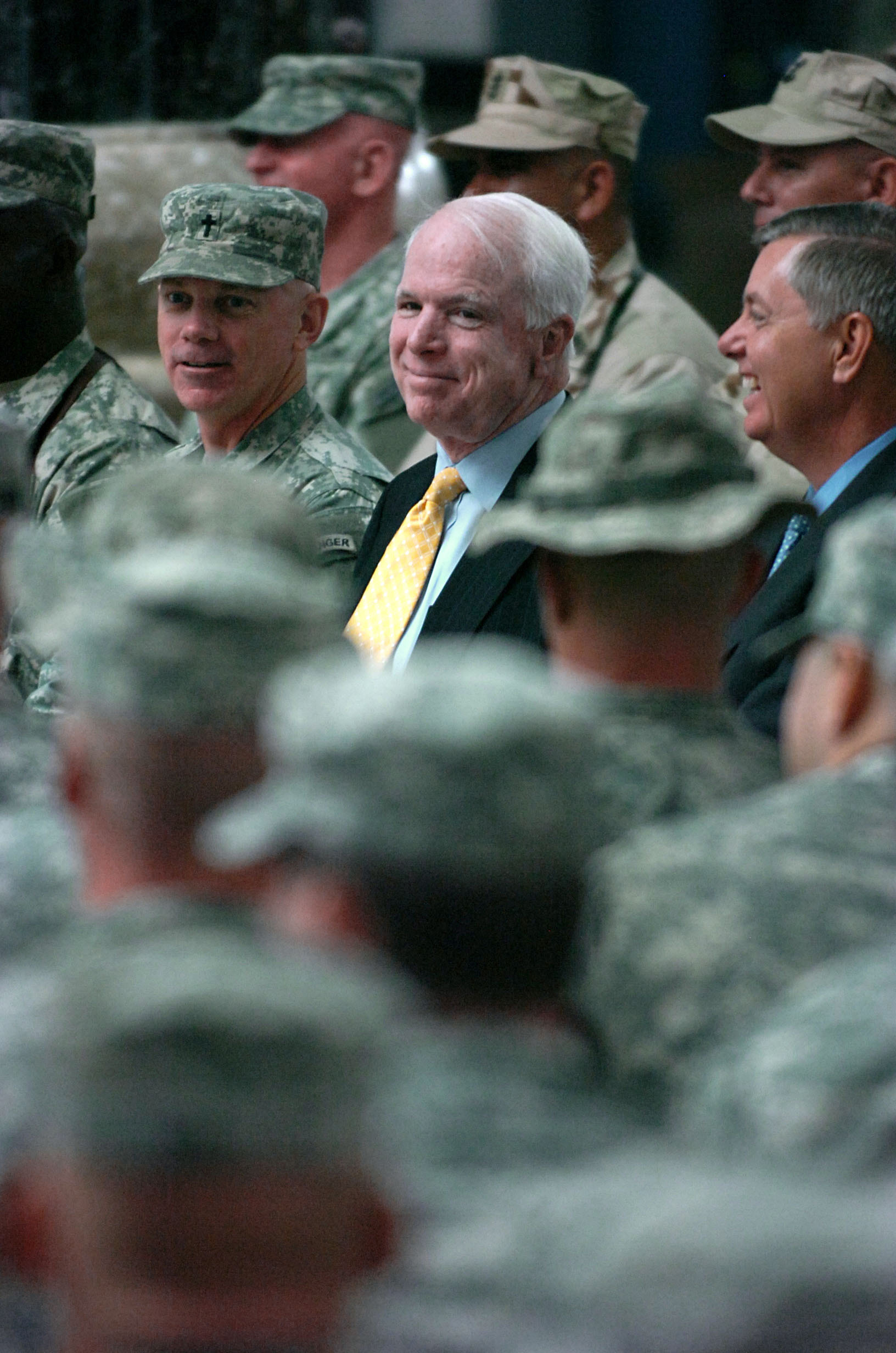
イラク駐留米軍を視察するジョン・マケイン

タカ派であり、介入主義的な傾向を持つ。ブッシュ大統領の「自由と民主主義の価値観を世界に広める」「全ての独裁の打倒」といった主張を支持し、いわゆるネオコンの外交思想と通ずる部分も多い。
現実に、同勢力の論客であるウィリアム・クリストルやジョン・ボルトンは、マケイン支持を表明し、ロバート・ケーガンは大統領選の際に外交顧問を務めた。ただし、中東の民主化に関しては、ブッシュ政権が同盟国として重視したサウジアラビアなどの絶対王政も転覆させて、初めて成立するとも考えている。
イラク戦争については「フセイン独裁打倒」という点から支持、2002年にはジョー・リーバーマンらと共に、イラクへの武力行使を可能とする決議を提出した。具体的なイラク政策においては、ドナルド・ラムズフェルド前国防長官を「米国史上最悪の国防長官」として強く非難したことがあるが、これは「少数精鋭・ハイテク兵器至上主義戦争論」に対し向けられたもので、マケインは一貫してイラク平定には数十万人の兵力が不可欠と主張し続けており、2007年の増派も強く支持した（後述）。兵力増強については、アメリカ軍とりわけアメリカ陸軍が開戦前から主張しながら、ラムズフェルドにことごとく退けられてきた経緯があり、ブッシュ政権初期の際に陸軍参謀長を務めていたエリック・シンセキは兵力増強を巡るラムズフェルドとの対立から、その職を辞している。
このほか中東に関しては、イスラエルを強く支持し、イランの核問題を巡っては、CBSに出演した際、最終手段として限定的空爆も排除すべきでないとしている。また、親イスラエル派でもあり、中東におけるイスラエルの軍事的優位の維持やイスラエル軍によるパレスチナ内での軍事作戦を支持しており、「エルサレムはイスラエルの不可分の首都」と東西エルサレム分割案にも反対している。中東訪問の際もイスラエルに配慮して、パレスチナ自治区は訪れなかった。しかし、この訪問の際に「イラクのアルカーイダは、イランを拠点にイラクへ出撃している」「イランがアル＝カーイダを支援している」「ターリバーンはシーア派過激派」などと、事実と異なる発言をしている。
介入主義的傾向は東アジアに対しても向けられる。マケインはプーチン大統領のロシアに対する最も厳しい批判者として知られ、その言論弾圧・政敵の排除や覇権主義的な外交を非難、G8の一員としての資格にも疑問を向け、ロシアを外す代わりに、インドとブラジルをメンバーに加えるべきだとしている。ミャンマーの軍事政権への支援を巡っては、軍政に対する小規模でも経済支援を続ける、日本国政府の川口順子外務大臣（当時）を名指しで糾弾した。また対北朝鮮外交の強硬派であり、食糧支援や大韓民国の太陽政策を厳しく批判したこともある。
ウクライナではオレンジ革命を支援した（この動きを支援した同じ名前のNGOの代表であった。現在も中枢にいる）。また、コソヴォ独立運動の熱心な支援者でもあり、コソヴォ独立を承認しないロシアとセルビアを強く非難していた。また、1999年にCTBT批准の是非が米国上院で議論となると、ジェシー・ヘルムズと共に当時対応に慎重だったトレント・ロット院内総務を説得、否決への流れを作る。
他方で自身の捕虜としての経験もあり、捕虜や囚人の人権問題に最も熱心に取り組む議員として知られている。対テロ戦争を巡ってアブグレイブ刑務所などで問題化した、捕虜・囚人の拷問・虐待問題を厳しく批判し、「敵に対する態度こそ、アメリカ自身の姿をはっきりと描き出す」（“What America does to its enemies defines America itself.”）との態度のもと、グアンタナモ米軍基地を含む収容所で、囚人への非人道的扱いを禁止する法案修正などを主導し、グアンタナモの閉鎖も主張した。2018年５月にトランプ大統領が中央情報局長官にジーナ・ハスペルを指名すると、マケインはハスペルを長年国のために尽くしてきた「愛国者」だと認めつつも、過去のテロ容疑者への拷問に関与疑惑を理由に反対した。
マケインは同盟国を中心とした民主主義国家との連携を重視し、2008年大統領選に向けた外交構想において、それを「民主国家連盟」という概念の元に提示した（フォーリン・アフェアーズ2007年11-12月）。2008年大統領選の有力候補のうちでは、比較的日本に対する人脈や関心が強いと言われており、そのアジア政策の作成には海軍兵学校の後輩にあたるリチャード・アーミテージが関わっている。
前述の構想における、日米同盟の強化、拉致問題を含む北朝鮮の人権問題への関心、日本の国連安保理常任理事国入りへの賛意、「価値観外交」「自由と繁栄の弧」への言及などにそれが現れている。こうした対日関係を重視する政策については、日本国政府関係者などに、現ブッシュ政権との継続性という観点から望ましいとする見解が多いが、集団的自衛権問題を始め、安全保障協力における対日要求も強まることも指摘された。

#### ベトナムとの関係
ベトナム戦争では、ベトナム民主共和国の捕虜として激しい拷問を受けた一方で、空母での事故により、自らの任務による被害を見つめ直した経験もあり、マケインは上院議員としてベトナム社会主義共和国とアメリカ合衆国の国交正常化に寄与した。
アメリカ軍による枯葉剤の使用問題に関しては、「アメリカ合衆国連邦政府はベトナム人の枯葉剤被害者と汚染地域の浄化に、4,600万ドルを支出しています。多くのベトナム人にとって痛切な問題であり、私たちは被害者への賠償などを引き続き進めていかなければなりません」と述べている。

### その他
変わったところでは、大の国際式ボクシングフリークであり（自らも海軍兵学校時代ボクシングの選手であった）、いわゆるモハメド・アリ法を成立させたり、それまで米国各州独自に分立していたボクシングコミッションを、統括・調整活動等を行うUSBAと、その全米統一ルール（ユニファイド・ルール）を制定・調整する機関であるABC（the Association of Boxing Commissions:アソシエーション・オブ・ボクシング・コミッション）の設立に寄与したりするなど、ボクサーの安全管理、プロモーターやマネージャーからの搾取を防ぐ活動にも熱心に取り組んでいる。しかし、ボクシング以外の格闘技は無条件で見下す傾向があり、1990年代に生まれたUFCなどの大会で有名な、「殴る、投げる」などすべてを認める「総合格闘技」が人気を博し、ボクシング人気を脅かすようになると「人間を用いた闘鶏である」などと主張し、安全性に欠けていると非難した（安全性という観点ではボクシングの方が頭部にダメージが集中するためこの主張の正当性は疑問視されている）。同時に、上院議員としての立場を利用し、米国各州の知事に対し総合格闘技を締め出すよう要請する書簡を出す、ペイ・パー・ビュー業界に総合格闘技を販売対象としないよう圧力をかけるなどの妨害工作を行い、ボクシングの人気が凋落しないよう暗躍した。
ただし、その後アメリカの総合格闘技界が、結果的にマケインらの批判に応える形で安全面に配慮しルールなどを整備。マケインも2005年に、日本の格闘技団体「PRIDE」が米国カリフォルニア州の興行ライセンスを取得しようとした際、米国総合格闘技のルールを支持し、PRIDEの現行ルールは危険すぎる（UFCで禁じられている踏みつけやサッカーボールキック、膝蹴りなどが容認されていた）と批判する立場から、同州のアスレチック・コミッションで証言するなどした が、これは総合格闘技を認めたというよりも、日本の格闘技団体のアメリカ進出を妨害する意図が強い。

## 家系
- 祖父：ジョン・S・マケイン・シニア（1884年 - 1945年） - 海軍大将
- 父：ジョン・S・マケイン・ジュニア（1911年 - 1981年） - 海軍大将
- 母：ロバータ・マケイン （1912年 - 2020年） - 石油関連の相続人だった
- 妹：サンディ・マケイン・モーガン （Sandy McCain Morgan）
- 弟：ジョー・マケイン（Joe McCain 1942年-） - 舞台俳優

### 子女
- 妻：シンディ・ヘンスリー・マケイン（1954年 - ） - 大手ビール会社アンハイザー・ブッシュの販売を手がけるヘンスリー&カンパニー社の相続人
  - 長女：メーガン・マケイン （1984年 - ） - ジャーナリスト
  - 長男：ジョン（ジャック）・シドニー・マケイン4世（John“Jack” Sidney McCain IV 1986年5月2日 - ） - 2009年に海軍兵学校を卒業。
  - 次男：ジェームズ（ジミー）・マケイン（James“Jimmy” McCain 1988年5月21日-） - 陸軍に所属。
  - 養女：ブリジット・マケイン - （Bridget McCain 1991年7月21日）

マケイン夫妻が、バングラデシュから養女として迎えた娘。1991年にシンディがチャリティで、バングラデシュのマザー・テレサの孤児院を訪れた時、マザー・テレサから「この子は病気でここに居ては何れ亡くなるだろうから、アメリカへ連れて行きなさい」と言われ、ブリジットと名付け、1993年に養女となった
- 妻：キャロル・シェップ（Carol Shepp McCain 1937年 - ） - 元モデル
  - 養子：ダグラス（ダグ）・マケイン - （Douglas“Doug” McCain 1959年10月4日-） - 前妻キャロルの連れ子（長男）。現在は商業航空会社のパイロット。
  - 養子：アンドリュー（アンディ）・マケイン （Andrew“Andy” McCain 1962年5月12日-） - 前妻キャロルの連れ子（次男）。現在は経営者として、ヘンスリー&カンパニーの副社長。
  - 長女：シドニー・マケイン（Sidney McCain 1966年9月2日-） - 現在は音楽業界に勤務。